# 品川グランドセントラルタワー
品川グランドセントラルタワー（しながわグランドセントラルタワー、Shinagawa Grand Central Tower）は、東京都港区港南にある超高層ビルである。
本項では、同時期に建設された隣接地のNBF品川タワー（旧・三菱重工ビル）についても扱う（後節参照）。

## 概要
2003年（平成15年）4月16日、品川駅港南口の再開発地区「品川グランドコモンズ」内に品川三菱ビルとして開業。当初は三菱商事が品川オフィスとして丸の内本社の一部部署を、三菱自動車工業・三菱ふそうトラック・バスが田町から本社を移転した。
2006年（平成18年）9月には現在の名称へ改称。2006年12月に三菱自動車が本社機能を以前の田町へ、2009年3月に三菱商事が丸の内パークビルディング竣工により退去し、日本マイクロソフト本社などが入居した。低層商業階は隣接のNBF品川タワーとも連なり飲食店を含む各種店舗などが入る「品川グランパサージュ」や客席数500席のイベントホール「THE GRAND HALL（ザ・グランドホール）」がある。

## 主なテナント

### オフィスを構える主な企業
- 日本マイクロソフト（19-31F）
- 大塚ホールディングス（12-14F）
- 大塚製薬東京本部（7、11-14F）
- ファイントゥデイ（18F）
- 日本サムスン（6、9-10F）
- ファーウェイ日本研究所（8F）
- 日本ケロッグ（5F）
- デンソー東京事業所（4、6F）

### 主な商業店舗
低層商業階「品川グランパサージュ」は各種飲食店や店舗が入居している。
B1F
- フレッシュネスバーガー
- 和幸
- 月の雫
- 大戸屋ごはん処
- ビアインシュタイン

1F
- 栄華楼
- ローソン
- 品川クリニック（内科）
- 日産レンタカー

2F
- カフェ・ド・クリエ
- ファミリーマート
- 本間ゴルフ 品川STUDIO

## NBF品川タワー
品川グランドセントラルタワーと同時期に「品川グランドコモンズ」内に建設された三菱重工業の本社ビルで、当初は三菱重工ビルという名称であった。なお、ビルの所有者については以前は同社であったが、2011年（平成23年）に信託設定し、三井不動産系の不動産投資信託・日本ビルファンド投資法人と国内機関投資家に譲渡（売却）している（譲渡後も賃借により本社ビルとしての使用を継続していた）。
2019年（平成31年）1月、三菱重工業は当ビルの「グローバル本社」機能を千代田区丸の内に建設された丸の内二重橋ビルに移転した。また同年3月、日本ビルファンドは当ビルの資産価値向上を目指し、リニューアルを行うとともに、ビルの名称を三菱重工ビルからNBF品川タワーへと変更した。その後、当ビルは三菱重工業における国内業務の本社機能を担っていたが、2021年（令和3年）には残りの本社機能についても全て丸の内二重橋ビルなどに集約されている。
品川グランドセントラルタワーとも連なる低層商業階には「品川グランパサージュ」があり、各種店舗が入居している（前節参照）。

## 周辺
- 品川駅
- キヤノンSタワー
- 太陽生命品川ビル
- 品川イーストワンタワー
- 品川Vタワー
- 京王品川ビル